# Otia Hispanica (ed. 2)
Otia Hispanica (ed. 2), (abreujat Otia Hispan. (ed. 2)), és un llibre il·lustrat i amb descripcions botàniques que va ser escrit pel botànic anglès, Philip Barker Webb i publicat a París l'any 1853 amb el nom d'Otia Hispanica, seu, Delectus plantarum rariorum aut nondum rite notarum per Hispanias sponte nascentium [new & enlarged edition].